# Liste der Bodendenkmäler in Hövelhof
Die Liste der Bodendenkmäler in Hövelhof enthält die denkmalgeschützten unterirdischen baulichen Anlagen, Reste oberirdischer baulicher Anlagen, Zeugnisse tierischen und pflanzlichen Lebens und paläontologischen Reste auf dem Gebiet der Gemeinde Hövelhof im Kreis Paderborn in Nordrhein-Westfalen (Stand: September 2020). Diese Bodendenkmäler sind in Teil B der Denkmalliste der Gemeinde Hövelhof eingetragen; Grundlage für die Aufnahme ist das Denkmalschutzgesetz Nordrhein-Westfalen (DSchG NRW).
| Bild | Bezeichnung                               | Lage                                        | Beschreibung | Bauzeit | Eingetragen seit | Denkmal- nummer |
| ---- | ----------------------------------------- | ------------------------------------------- | ------------ | ------- | ---------------- | --------------- |
| BW   | 2 Grabhügel aus der Bronze-/Früheisenzeit | Hövelhof Kleine Heide Karte                 |              |         | 24.05.1993       | 1               |
| BW   | Grabhügel aus Bronze-/Früheisenzeit       | Hövelhof Obere Bielefelder Landstraße Karte |              |         | 24.05.1993       | 3               |